# Der Sturm
Pour les articles homonymes, voir Der Sturm (opéra).
Der Sturm (La Tempête en allemand) est un magazine sur l'expressionnisme fondé à Berlin en 1910 par Herwarth Walden. Il parut en bimensuel jusqu'en 1932. Le magazine était doublé d'une galerie d'exposition homonyme où furent présentés la plupart des acteurs internationaux de l'art moderne.
Parmi les collaborateurs littéraires, on compte Peter Altenberg, Max Brod, Richard Dehmel, Anatole France, Knut Hamsun, Arno Holz, Karl Kraus, Selma Lagerlöf, Adolf Loos, Heinrich Mann, Paul Scheerbart ou René Schickele. Les activités de Walden comprenaient le Sturmkreis (cercle de la Tempête), le Sturmbühne (scène – de théâtre – de la Tempête), Sturmgalerie (galerie de la Tempête) et Sturm-Abende (soirées de la Tempête), des conférences et discussions sur l'art moderne. Der Sturm consistaient en des pièces théâtrales expressionnistes (Hermann Essig et August Stramm), des portfolios artistiques (Oskar Kokoschka), des essais d'artistes (les albums de Kandinsky) et des écrits théoriques sur l'art de Herwarth Walden. Les publications les plus connues parues dans le magazine furent les Sturmbücher (livres de la Tempête), (c'est-à-dire Sturmbücher 1 et 2 qui furent des travaux de August Stramm – Sancta Susanna et Rudimentär). Des cartes postales furent aussi éditées, dans des styles expressionnistes, cubistes ou abstraits, de Franz Marc, Wassily Kandinsky, Oskar Kokoschka, August Macke, Gabriele Münter, Georg Schrimpf, Maria Uhden, Rudolf Bauer entre autres. Walden choisit le terme Sturm pour représenter la façon dont l'art moderne pénétrait l'Allemagne à l'époque. 
Der Sturm a joué, surtout avant le déferlement de la Première Guerre mondiale, un rôle crucial dans les échanges franco-allemands des artistes expressionnistes qui amena une relation spéciale entre Berlin et Paris. Régulièrement des poèmes et d'autres textes d'expressionnistes d'expression française furent publiés (Guillaume Apollinaire, Blaise Cendrars, etc). Cette relation fut retissée après la guerre en dépit de l'hostilité existant entre les deux pays exacerbée par la guerre.